# LM Ericssons kabelverk, Älvsjö

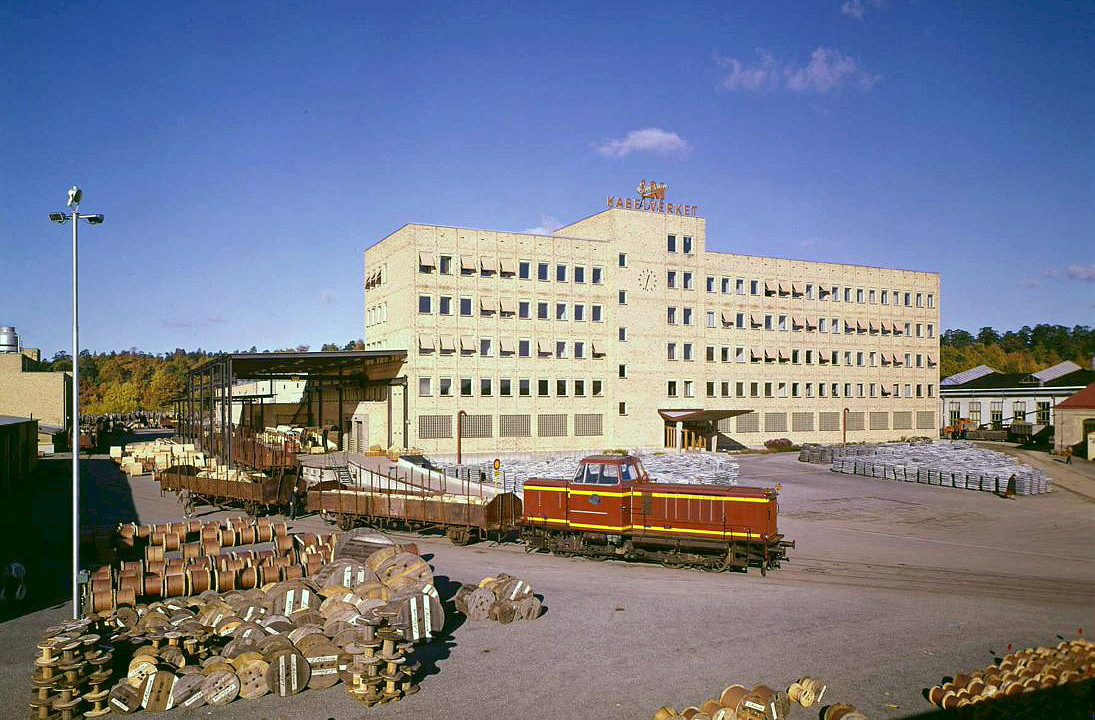
LM Ericssons kabelverk, Älvsjö 1963.

LM Ericssons kabelverk i Älvsjö låg i kvarteret Kabelverket i nuvarande Solberga i södra Stockholm. Fabriken existerade mellan 1916 och början av 2000-talet och ritades av flera kända arkitekter, bland dem Ivar Callmander och Ture Wennerholm. Bebyggelsen är "grönklassad" av Stockholms stadsmuseum, vilket betyder att den är särskilt värdefull från historisk, kulturhistorisk, miljömässig eller konstnärlig synpunkt. Fabriksområdet skall omvandlas till en ny stadsdel kallad ”Älvsjöstaden” med bland annat 1600 nya bostäder. Projektet innebär att en stor del av Ericssons gamla kabelverk kommer att rivas. Byggstart beräknas till år 2017 och produktionstiden förväntas blir omkring fem år.

## Kabelverket 1910-tal till 1950-tal

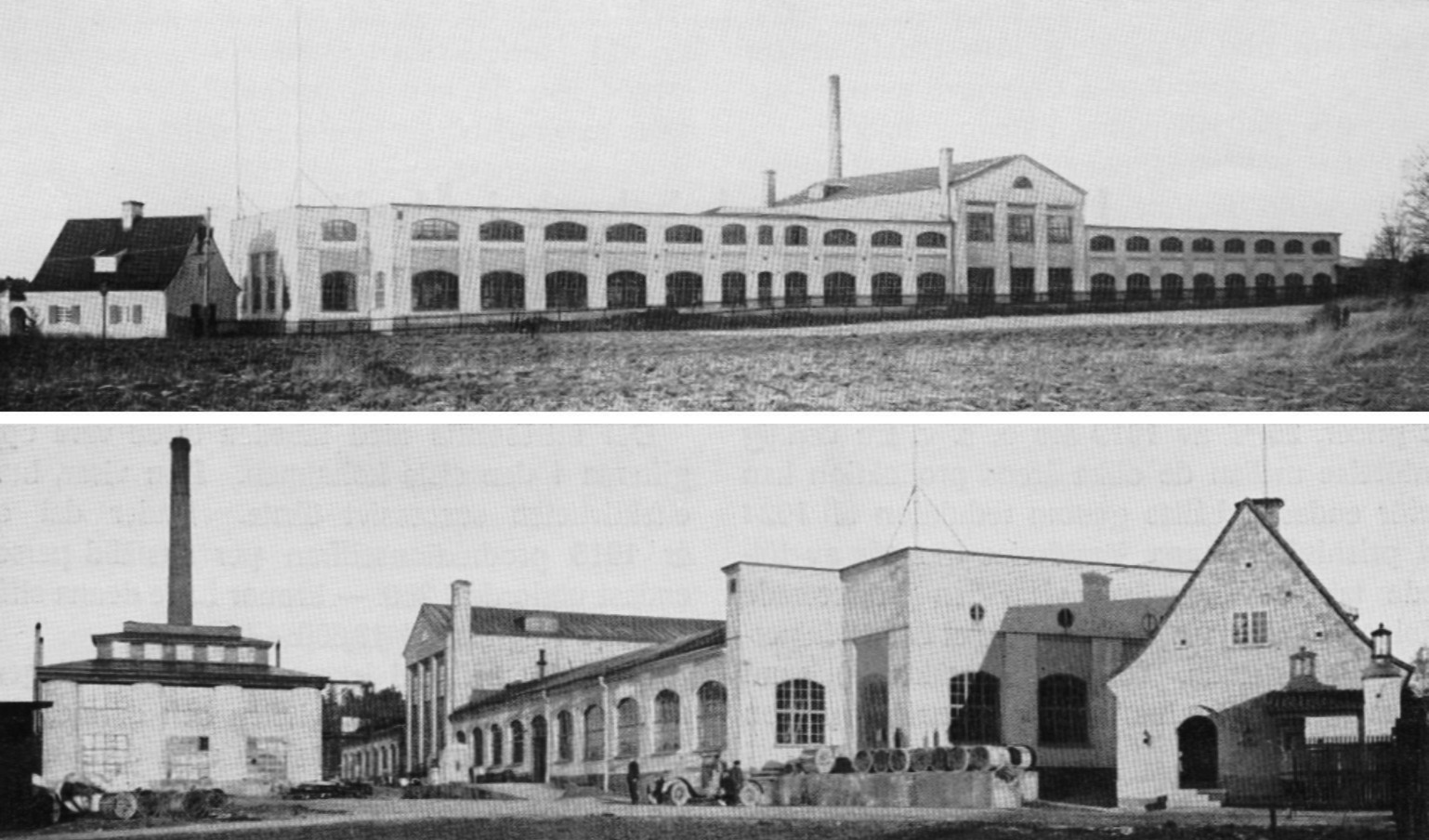
Kabelverket omkring 1925.

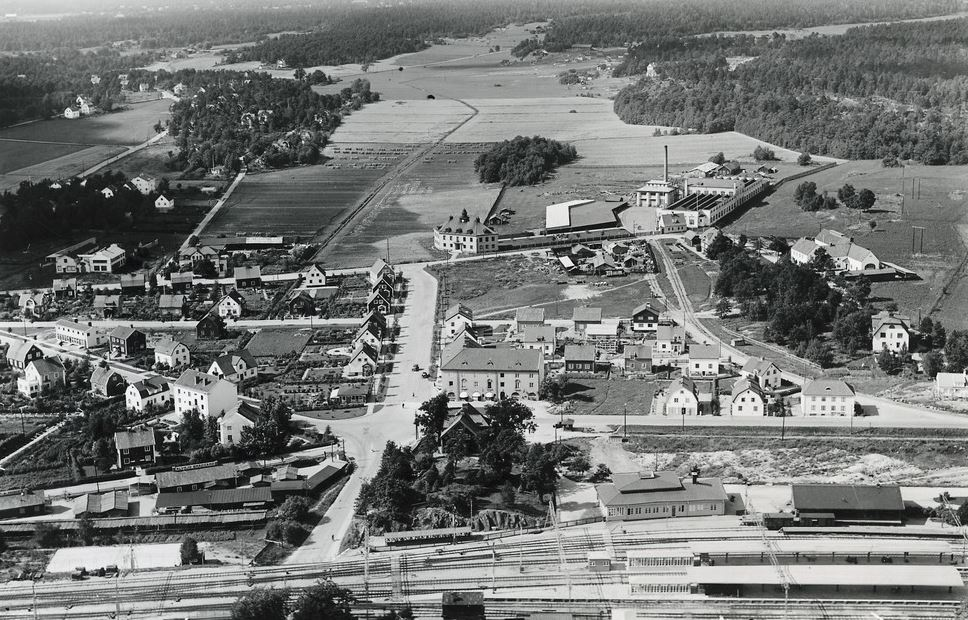
Verket och Älvsjö, 1930-tal.

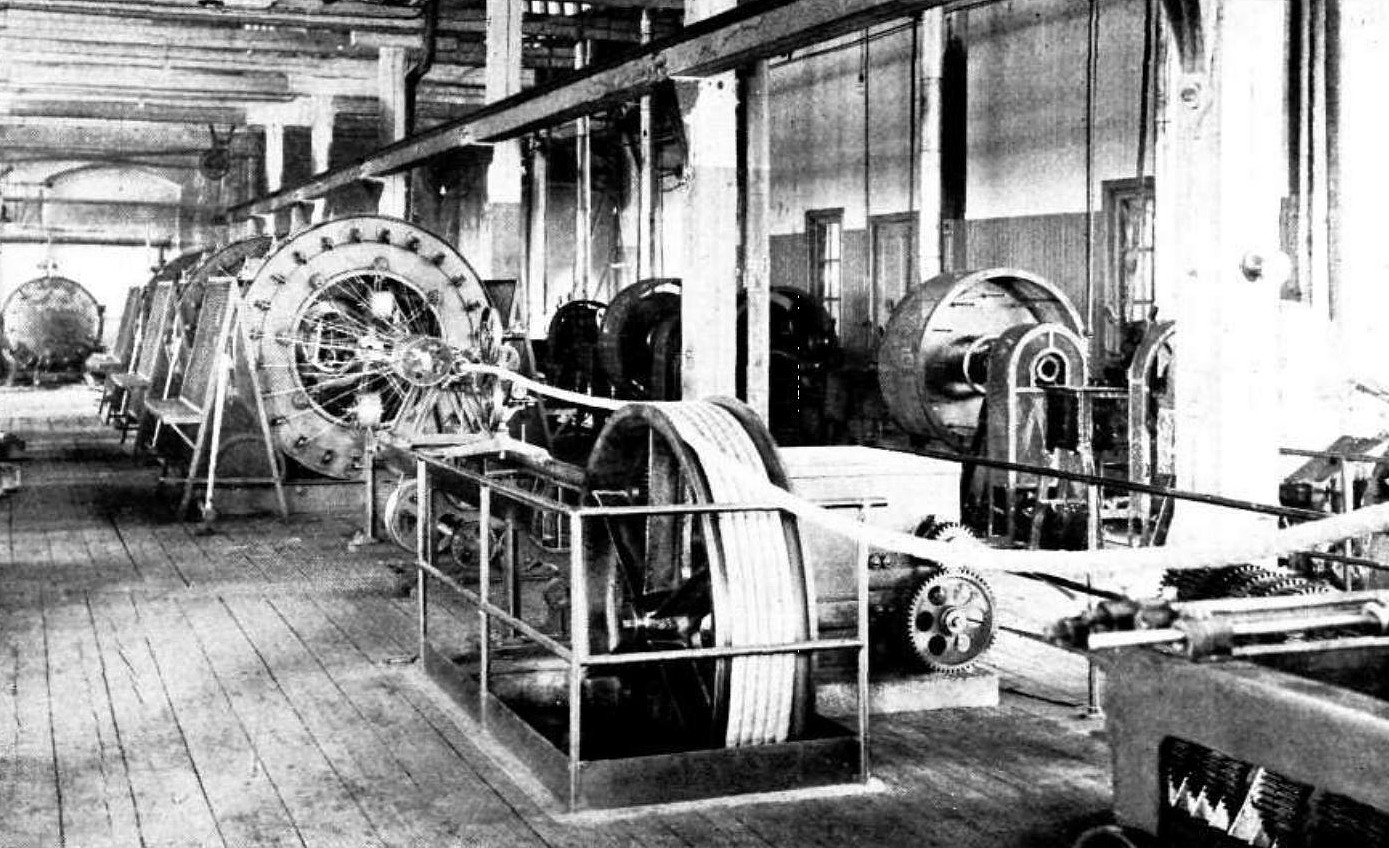
Kabeltillverkning på 1920-talet.

På platsen för LM Ericssons kabelverk i Älvsjö etablerade sig redan 1909 Aktiebolaget Stockholmstelefon, ett dotterbolag till Stockholms Allmänna Telefon AB (SAT). Företagets huvudkontor låg i det så kallade Klockhuset, som ritades 1918 av arkitekt Ivar Callmander, och som finns fortfarande kvar i hörnet Älvsjövägen / Götalandsvägen. 
År 1916 bestämde AB Stockholmstelefon att planera ett första kabelverk på tomten strax norr om Älvsjö station. Bolaget ägde då Långbro gård med 350 tunnland mark (cirka 175 hektar). Där fanns gott om plats för en ny fabrik med utökningspotential samt plats för bostäder för tjänstemän och arbetare. Från den närbelägna Västra stambanan kunde även ett industrispår dras in i fabriksområdet. Anledning till att starta en egen kabeltillverkning var att täcka sina egna behov av kablar och ledningar i en osäker tid under första världskriget.
På platsen fanns då en fabriksbyggnad för Butyrator som tillverkade smörmaskiner och separatorer. Byggnaden övertogs av AB Stockholmstelefon och utökades mot norr och syd i flera etapper efter ritningar av Ivar Callmander. Butyrators gamla fabriksdel bildade den något högre tvåvåningsbyggnaden i mitten. 1917 kompletterades anläggningen med en koleldad panncentral, även den ritad av Callmander. 1918 stod Klockhuset färdigt som kallas så efter den klocka som finns på husets lanternin.
År 1918 fusionerades bolaget med Aktiebolaget L. M. Ericsson & Co till Allmänna Telefonaktiebolaget L.M. Ericsson. Det dröjde längre tid än förväntad att iordningställa och köra igång fabriken. Det fanns varken fackpersonal att tillgå eller tillverkningsmaskiner. Maskinerna utvecklade företaget själv och personalen fick internutbildas. 1918 hade kabelfabriken i Älvsjö uppnått sina fulla produktion och var då det enda fabriksföretag av betydelse inom samhället. 
Till produktpaletten hörde bland annat rumstråd för telefon- och ringledningsändamål och bomullsisolerade stationskablar samt blymantlade pappersisolerade kablar, växelbordssnören, handmikrofonsnören, gummiisolerade ledare, lackerad och silkesspunnen tråd. Till det kom jordkablar mellan städer och på  långlinjer. 1918 producerades totalt 8 000 000 meter kabel och 1925 var siffran uppe i 138 982 574 meter. Anläggningen kompletterades ständig med nya byggnader som kraftcentral, utökad administration och större förråd.

## Kabelverket 1950-tal  till 2000-tal

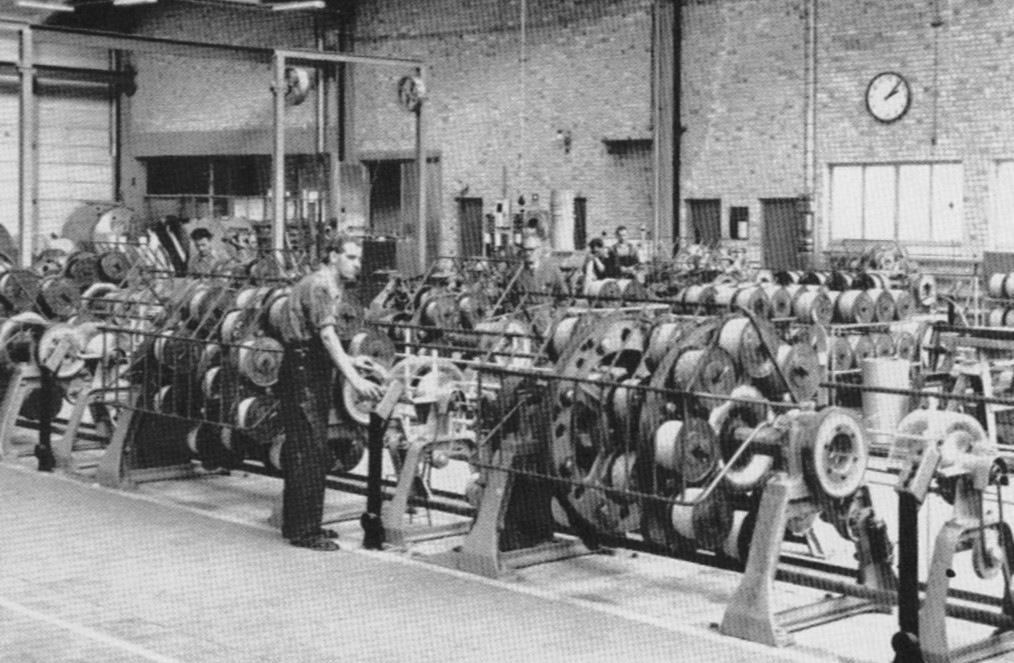
Kabeltillverkning på 1950-talet.

Nästa stora utbyggnad av kabelverket ägde rum i mitten på 1950-talet. För projektet anlitade LM Ericsson arkitekt Ture Wennerholm, som tidigare ritade  LM Ericssons fabrik vid Telefonplan i Midsommarkransen. Den nya anläggningen fick en funktionalistisk gestaltning, som var typisk för Wennerholm. Byggnaden placerades omedelbart väster om ursprungsfabriken och uppfördes i flera etapper. I färdigt skick blev hela den nya fabriksbyggnaden drygt 70 meter bred och 200 meter lång inklusive en ny administrationsbyggnad som placerades vid södra kortsidan. Fabriksdelen utfördes som en enplansbyggnad med källare och fick dagsljus dels genom fönster i fasaden och dels genom sågtaket. Kontorsdelen fick fem våningar och ett källarplan. Fasaderna kläddes enhetligt i gult tegel.
I början av 1980-talet revs ursprungsfabriken från 1916 och samtliga äldre fabriksbyggnader längs med Älvsjövägen utom den av Wennerholm ritade kraftcentralen. Samtidigt byggdes bland annat en idrottshall för LM Ericsson (arkitekt AOS Arkitekter). Sydost därom uppfördes 1994-1997 ytterligare ett kontorskomplex på fastigheten Kabelverket 2 för administration, forskning och förvaltning. Till arkitekt anlitades Rosenbergs Arkitekter med arkitekt Inga Varg, som då var delägare i Rosenbergs. Konstruktör var Tyréns. Hela kontorskomplexet delades upp i fyra enheter med gamla Klockhuset längst i sydost. Under mark hänger byggnaderna ihop genom två källarplan med bland annat bilparkeringar. 
Ovan mark dominerar fyra veckade byggnadsvolymer i fem våningar med utskjutande runda trapphusbyggnader på gavlarna. På grund av sin form kallas de även ”Dragspelshusen”. Fasaderna består av gult tegel och vita emaljerade stålkassetter som ger fasadernas långsidor en horisontell indelning medan kortsidorna fick en vertikal verkan. Genom en glasad länkbyggnad skapades en förbindelse med Wennerholms kontorshus från 1950-talet. Fastigheten innehåller 22 000 m² kontor och 350 parkeringsplatser i källargarage. Ursprungligen planerades på tomten flera liknade "veckade" hus med upp till elva våningars höjd. Planerna fullbordades dock aldrig.
I början av 2000-talet lämnade Ericsson sin anläggning i Älvsjö, samtidigt med den vid Telefonplan i Midsommarkransen och koncentrerade sin verksamhet i Kista. Kabelfabriken från 1950-talet har stått delvis tom sedan dess medan kontorskomplexet från 1990-talet lanserades som Älvsjö 360 och hyrdes ut till bland annat Försäkringskassan, Stockholms stad, Rejlers och Anticimex.

## Nutida bilder

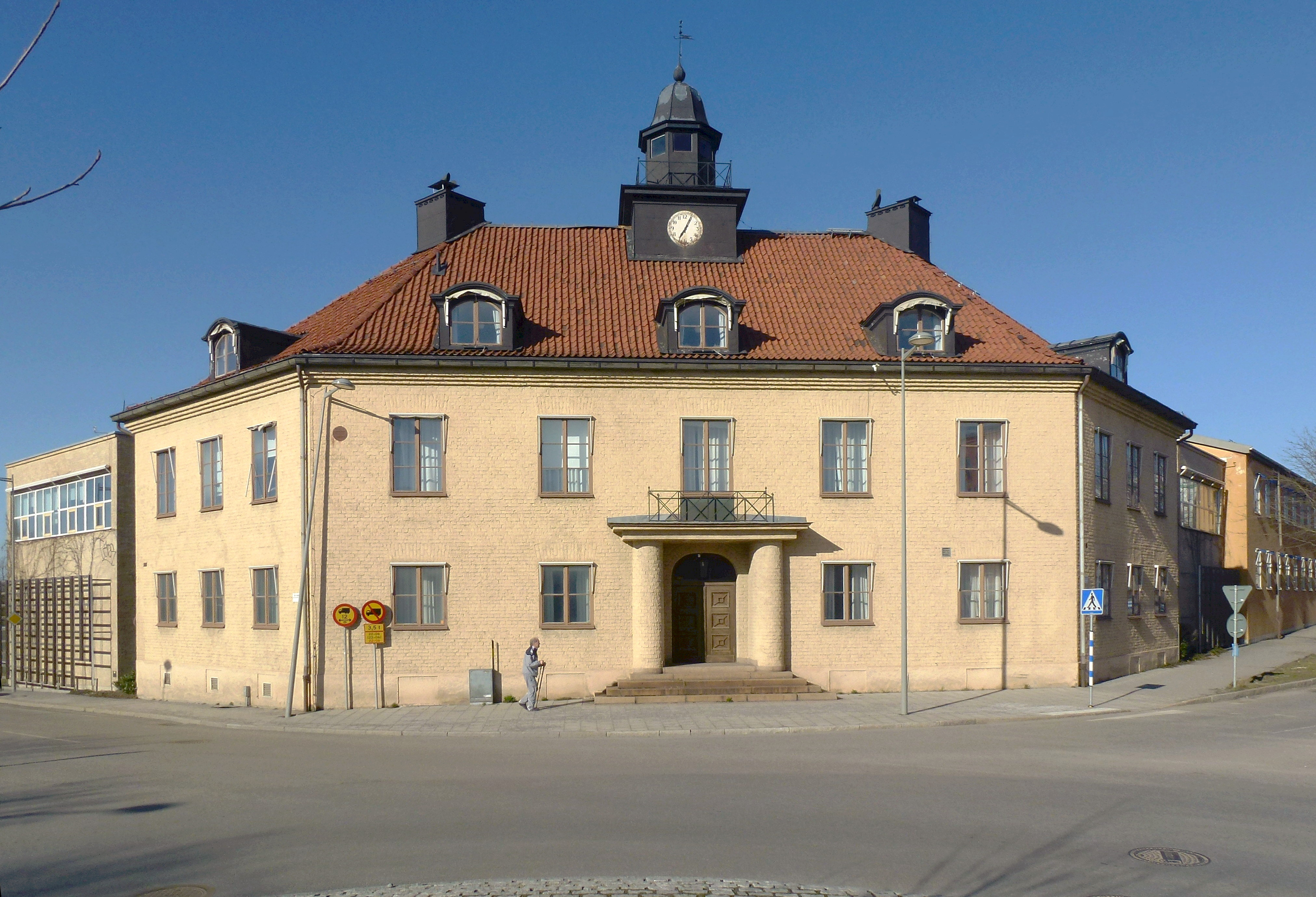
Klockhuset
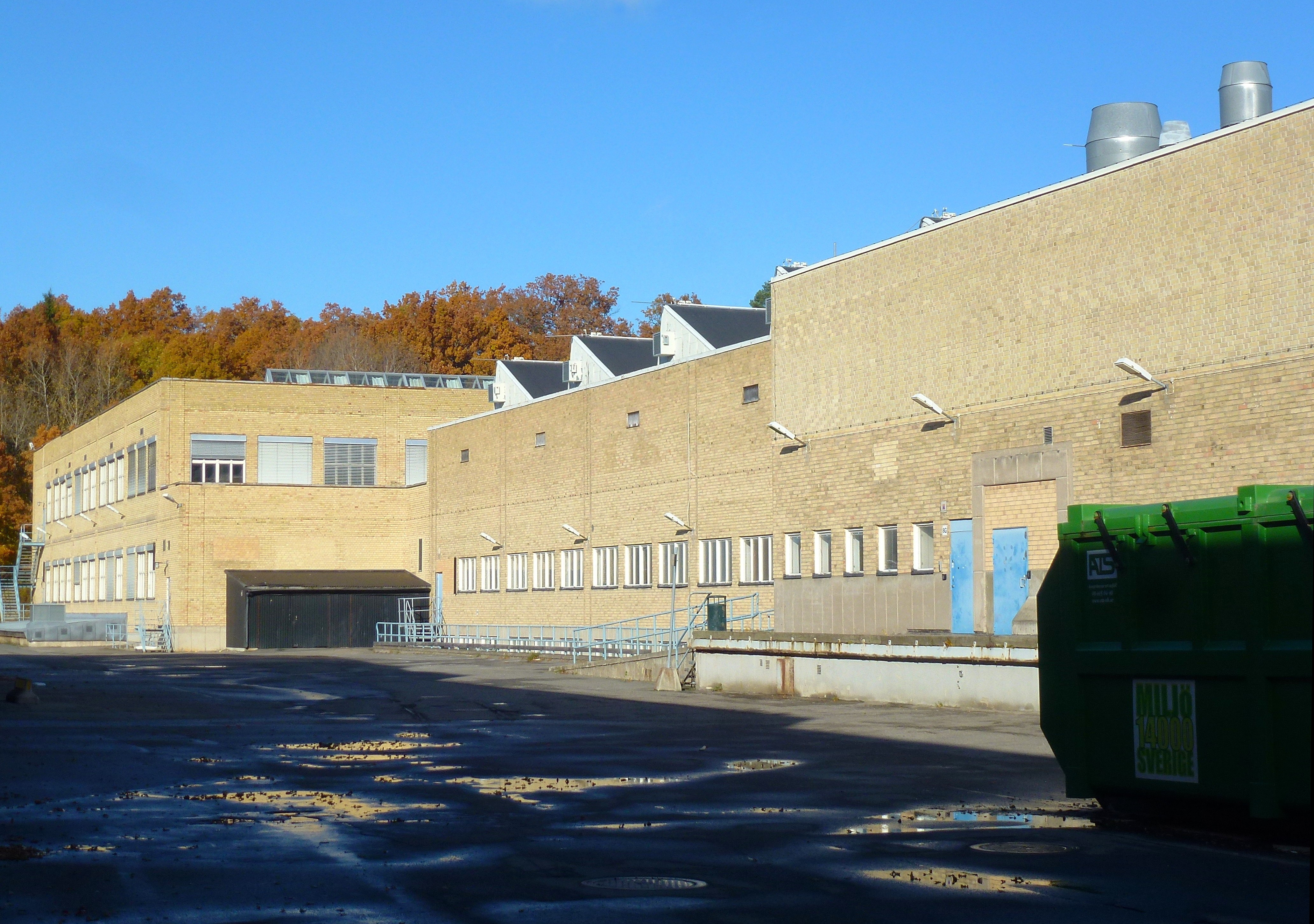
Fabriken
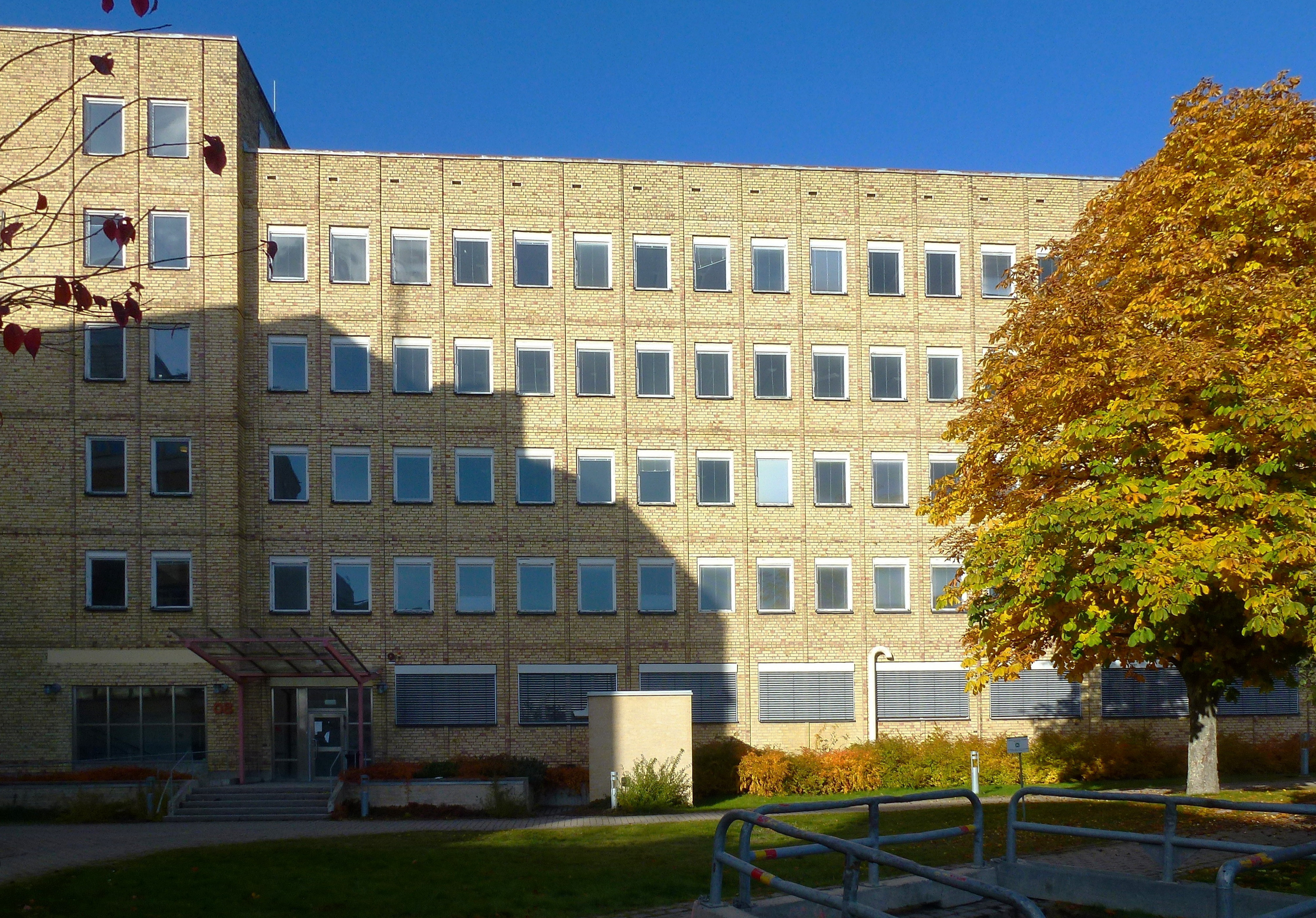
Kontoret
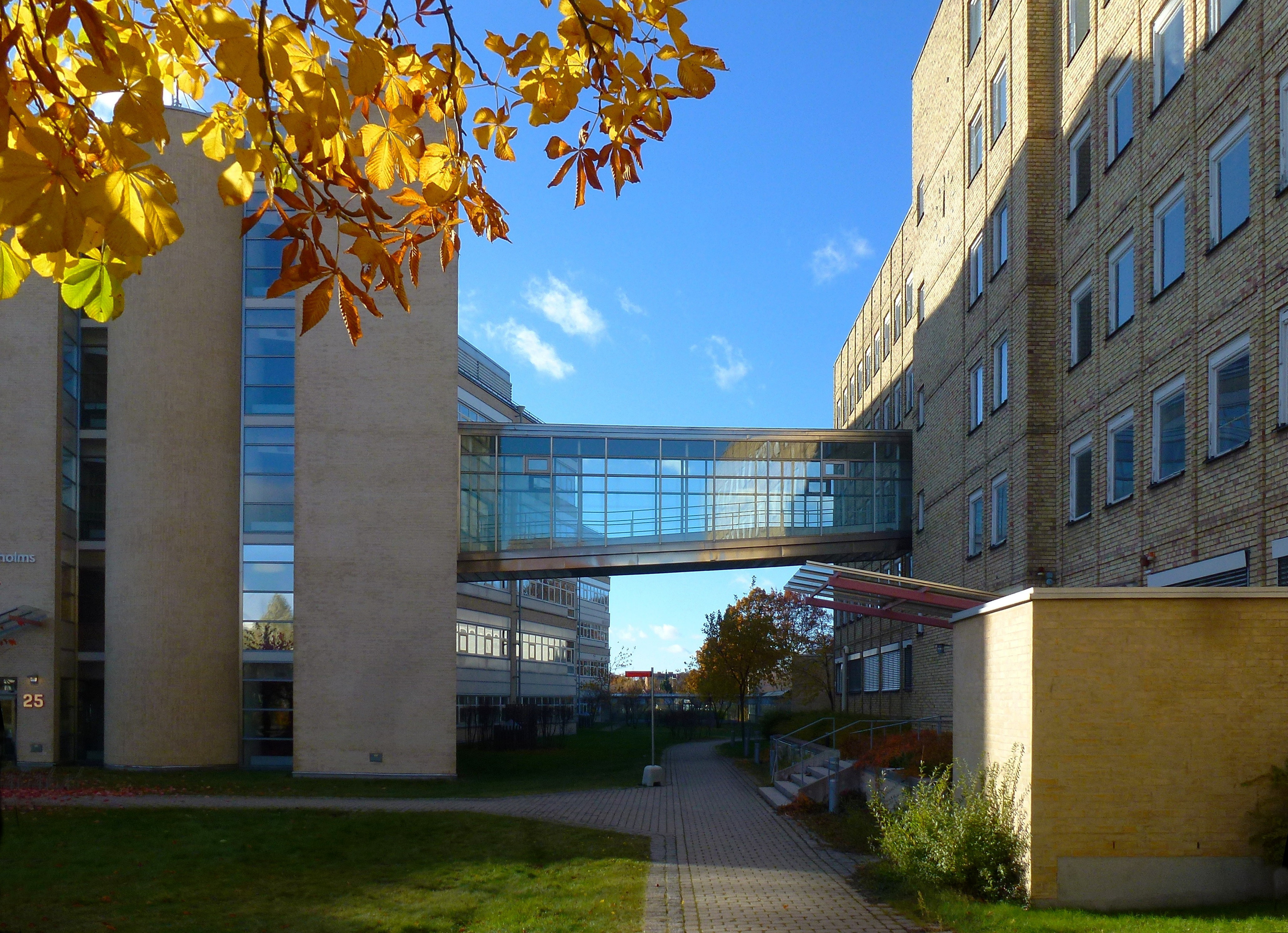
Förbindelsegången
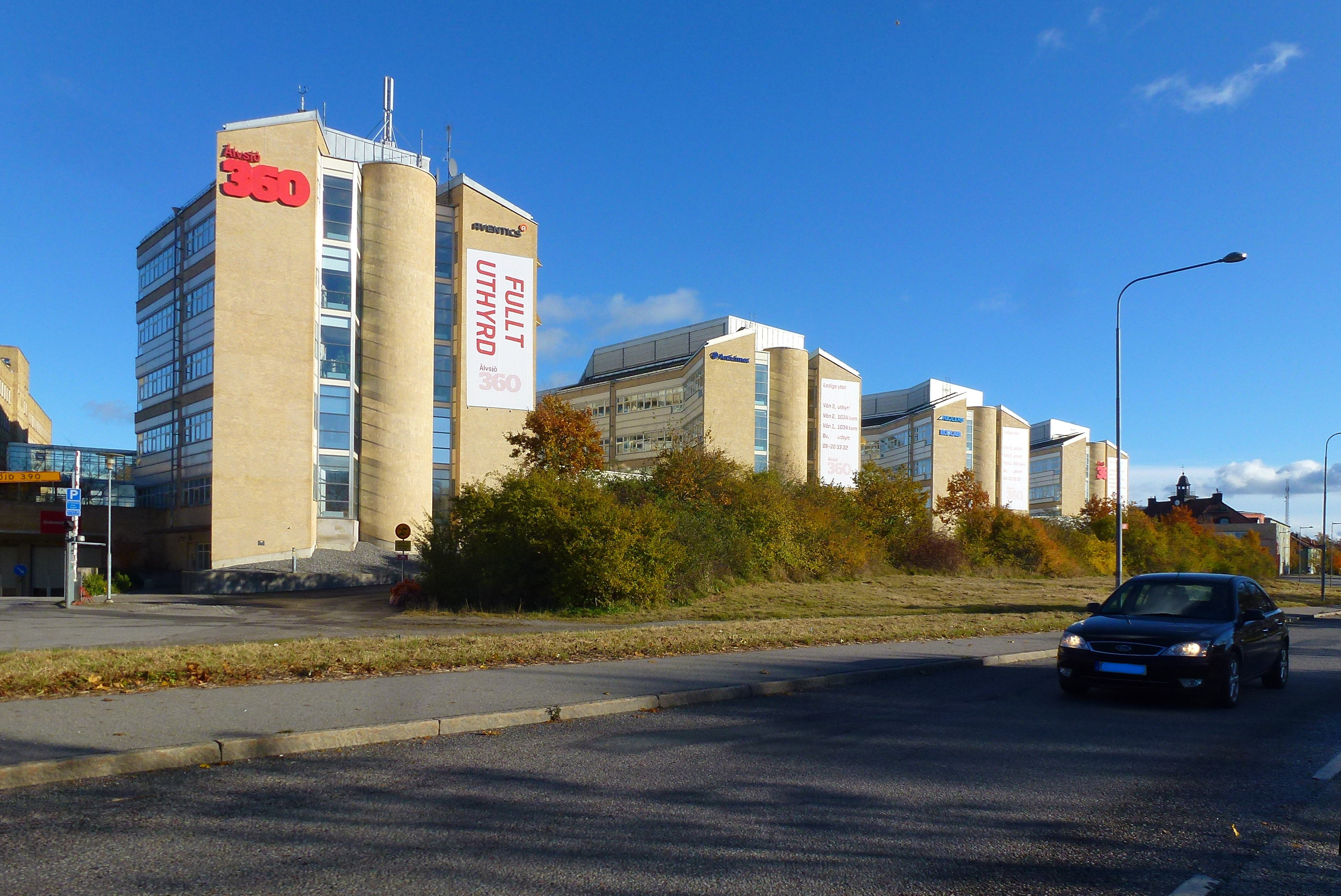
Dragspelshusen

## Ny stadsdel ”Älvsjöstaden”
I Stockholms översiktsplan från 2012, kallad Promenadstaden, utpekades Älvsjö som en av stadens tyngdpunkter med goda kommunikationer och Stockholmsmässan som internationell träffpunkt. Stadsdelen skall tillföras omkring 1 700 nya bostäder samt lokaler, utbyggd skola, ny förskola, nya parker, idrottshall och liknande. På kvarteret Kabelverket blir nytillskottet mellan 400 och 500 lägenheter. Sedan år 2012 pågår program- och planarbete för tre nya detaljplaner inom kvarteren Kabelverket och Sandaletten. Fastigheterna ägs av AB Familjebostäder och JM.
För LM Ericssons före detta kabelverk innebär förslaget att de gamla fabrikslokalerna från 1950-talet kommer att rivas medan de så kallade Dragspelshusen från 1990-talet kommer att bevaras, likaså Wennerholms kontorshus från 1950-talet och Callmanders Klockhuset från 1918. I norr anordnas sex nya kvarter med namn som Kablaget, Kabeltråden och Kabelvindan. En ny huvudgata (föreslaget namn Kabelverksgatan) kommer i en halvcirkulär sträckning genomkorsa området. Strax söder därom föreslås ett parkstråk i ost-västlig riktning som blir en grön länk mellan Solbergaskogen och Älvsjövägen.
För att utreda förutsättningarna för denna omfattande omdaning arrangerade AB Familjebostäder i samarbete med Sveriges Arkitekter i februari 2015 en inbjuden arkitekttävling där fem arkitektkontor deltog. Till vinnande förslaget utsågs Dela & Delta av AIX Arkitekter. Juryn menade bland annat: ”Ett förslag med en tydligt formulerad vision som ger möjlighet till väl fungerande och levande stadsrum…” Inflyttning började i oktober 2019 och beräknas pågå till år 2022.

## Älvsjöstaden växer fram

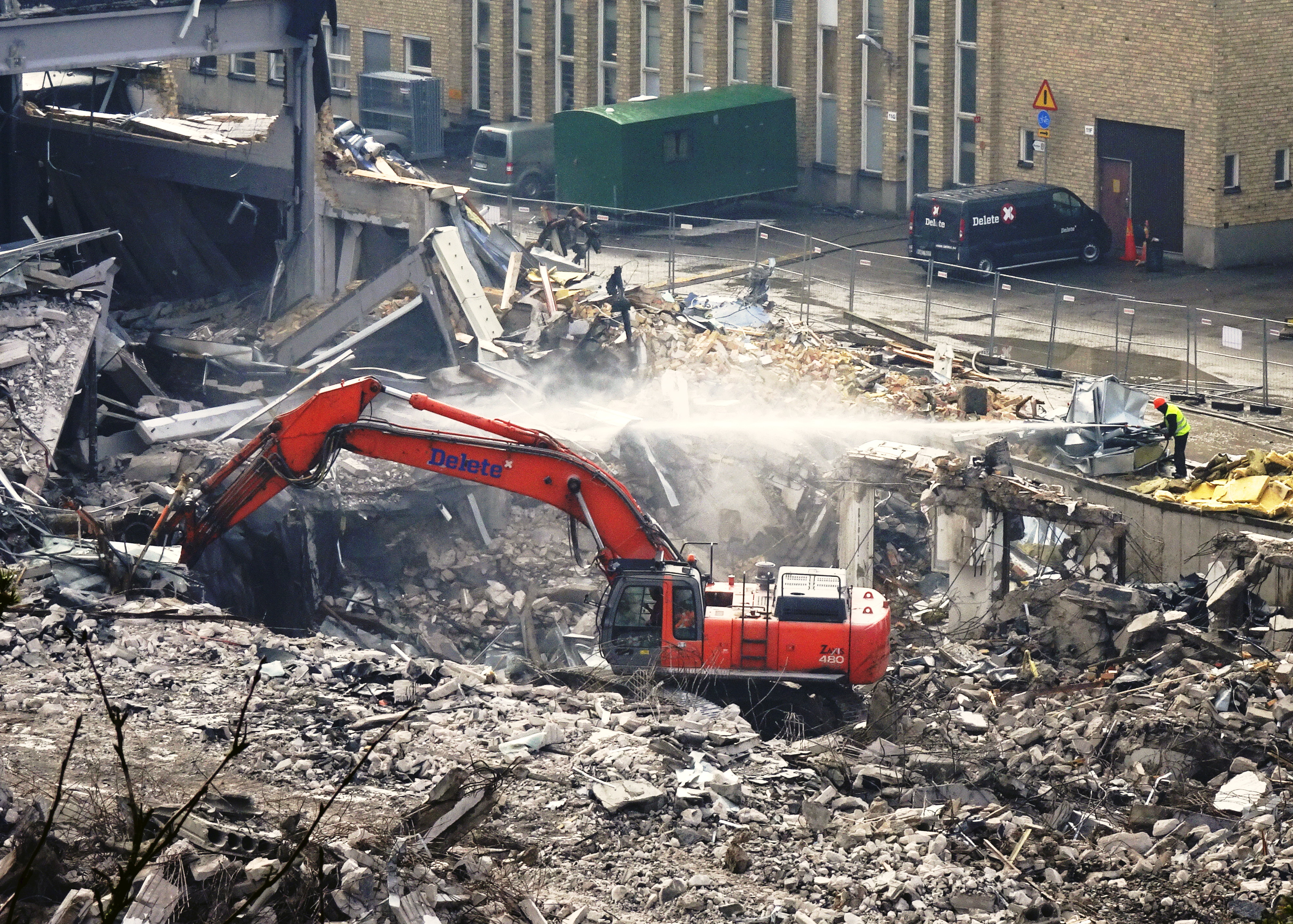
Rivning av fabrikshallen, mars 2016.
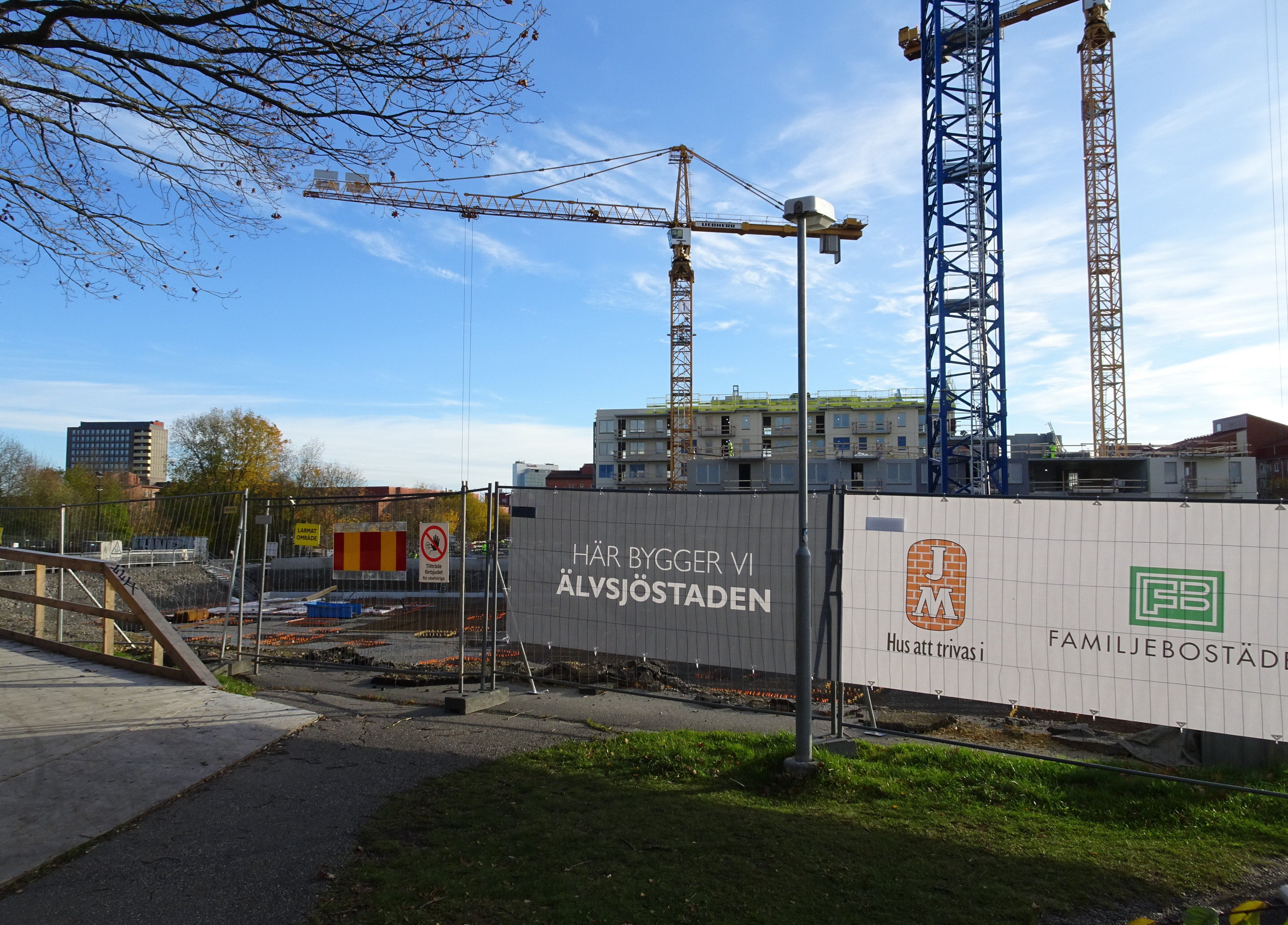
Bygget i oktober 2017.
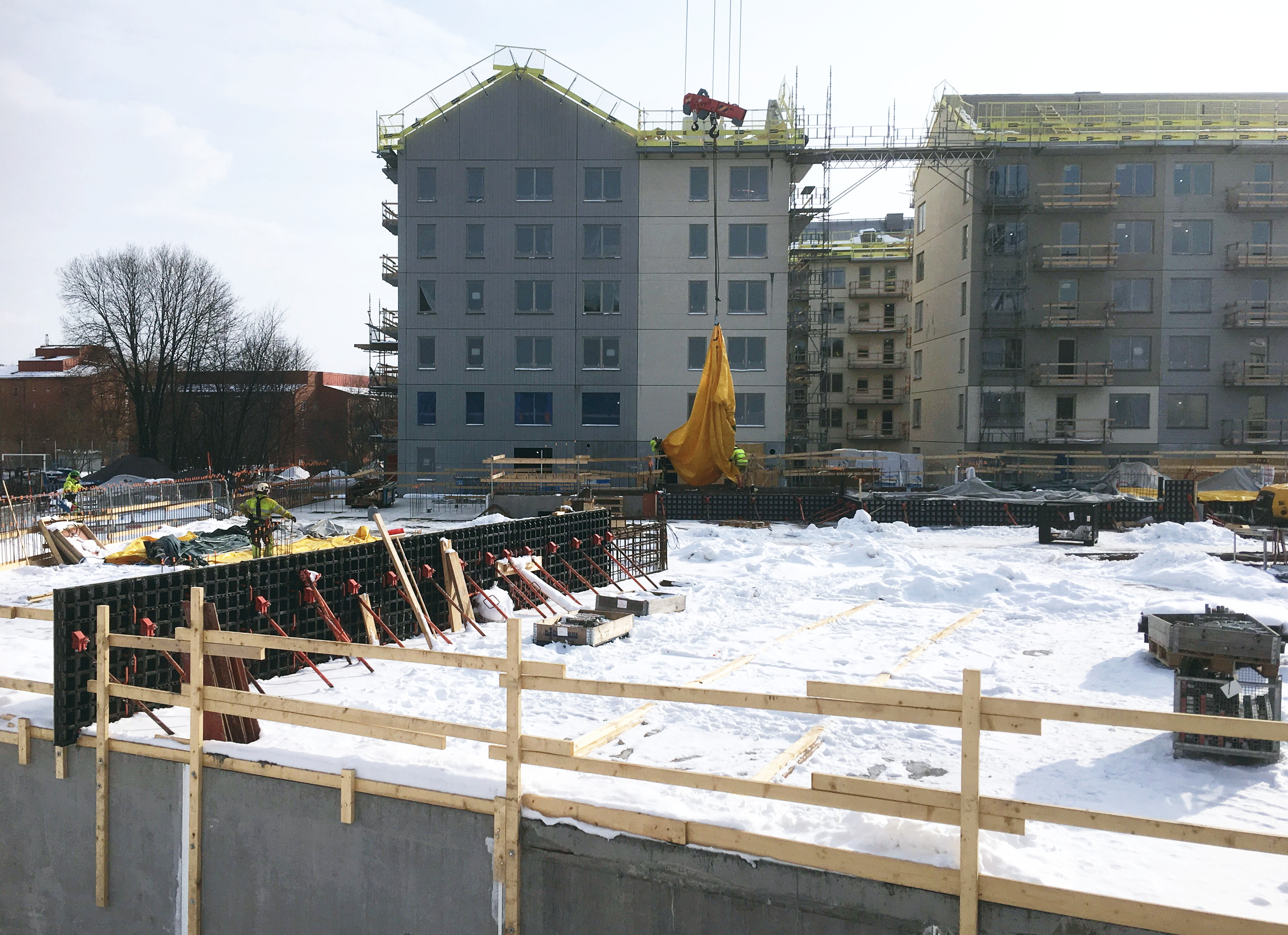
Bygget i mars 2018.
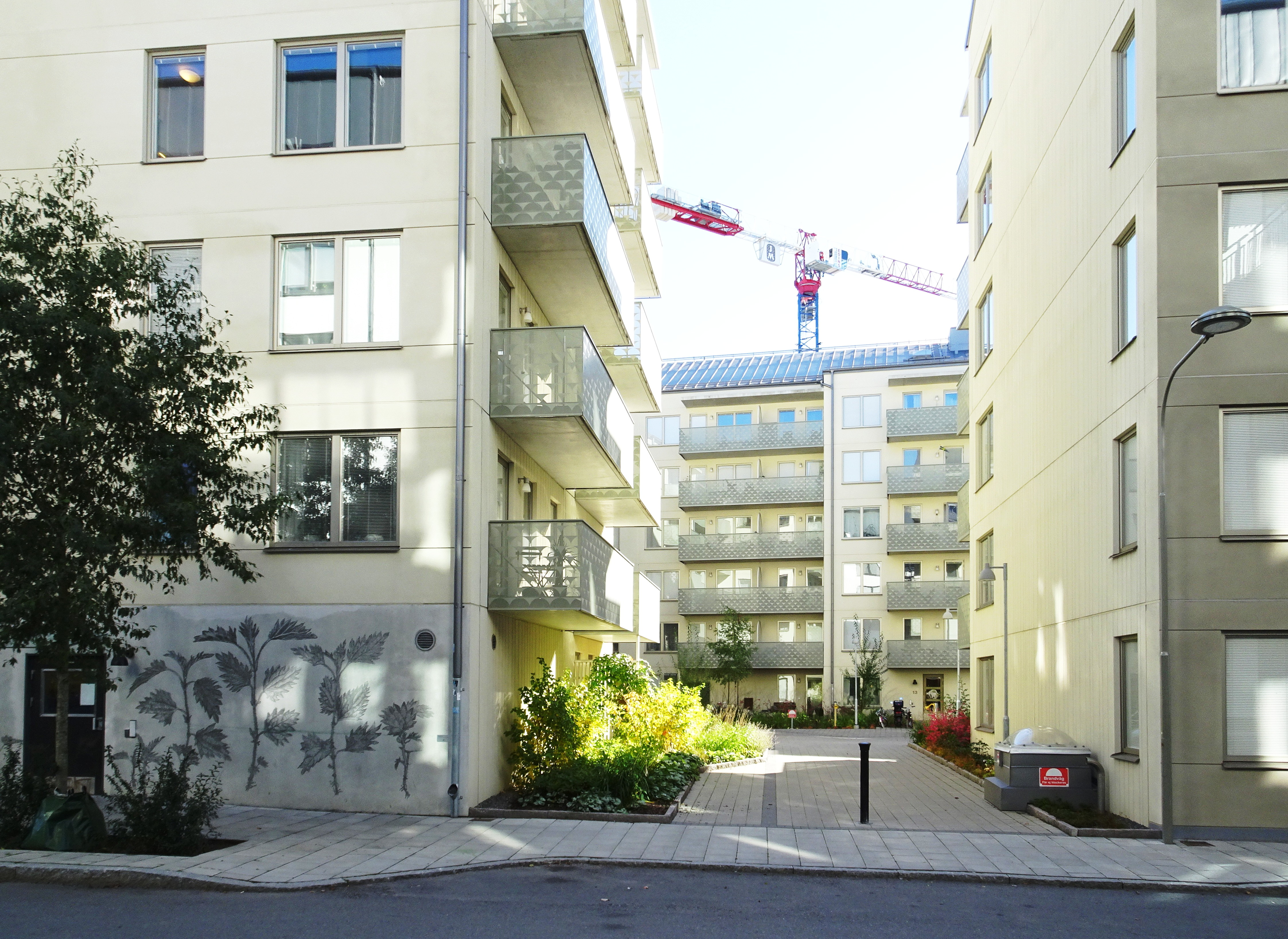
Älvsjöstaden i september 2021.
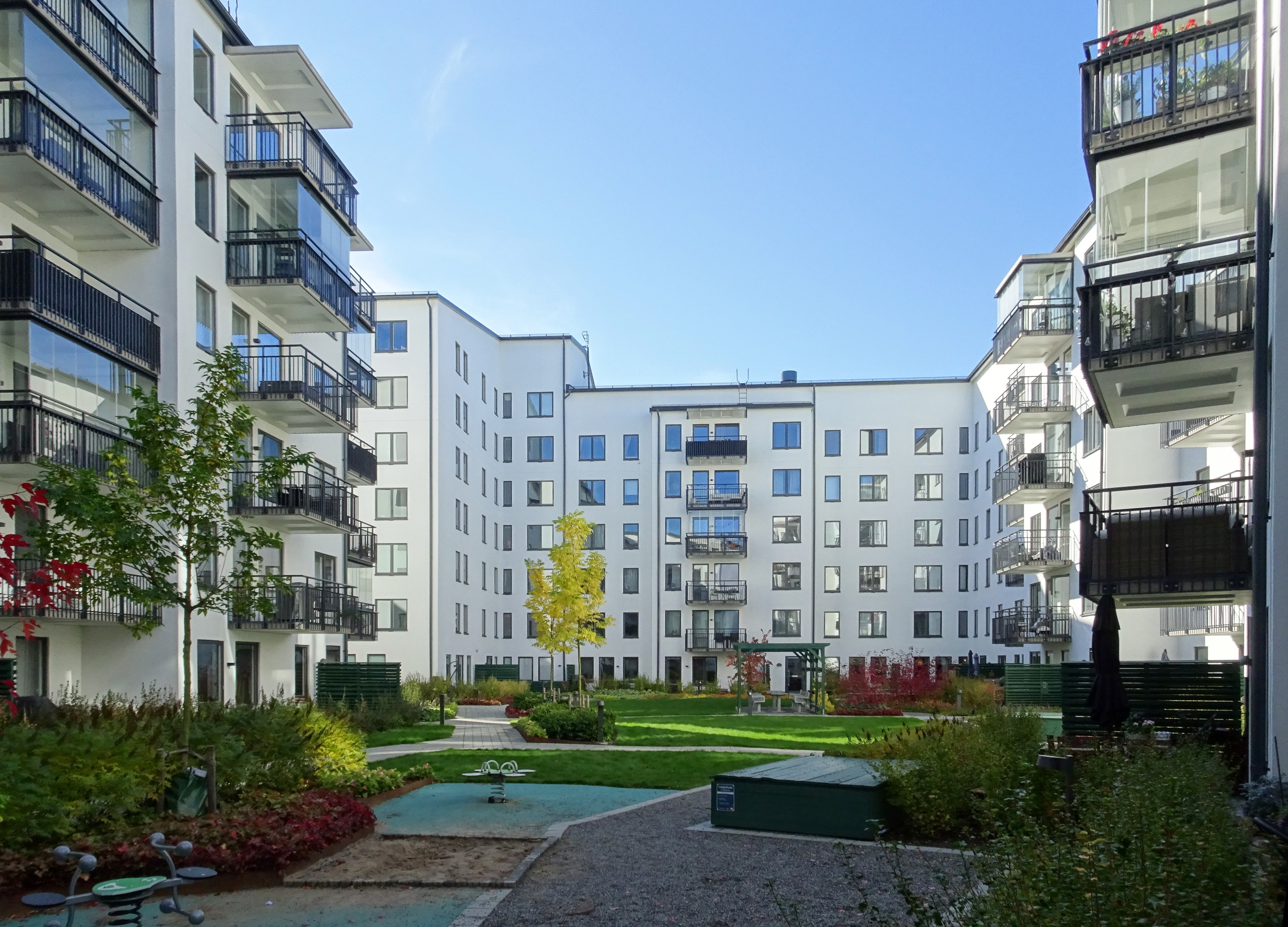
Älvsjöstaden i september 2021.